# Кабарда

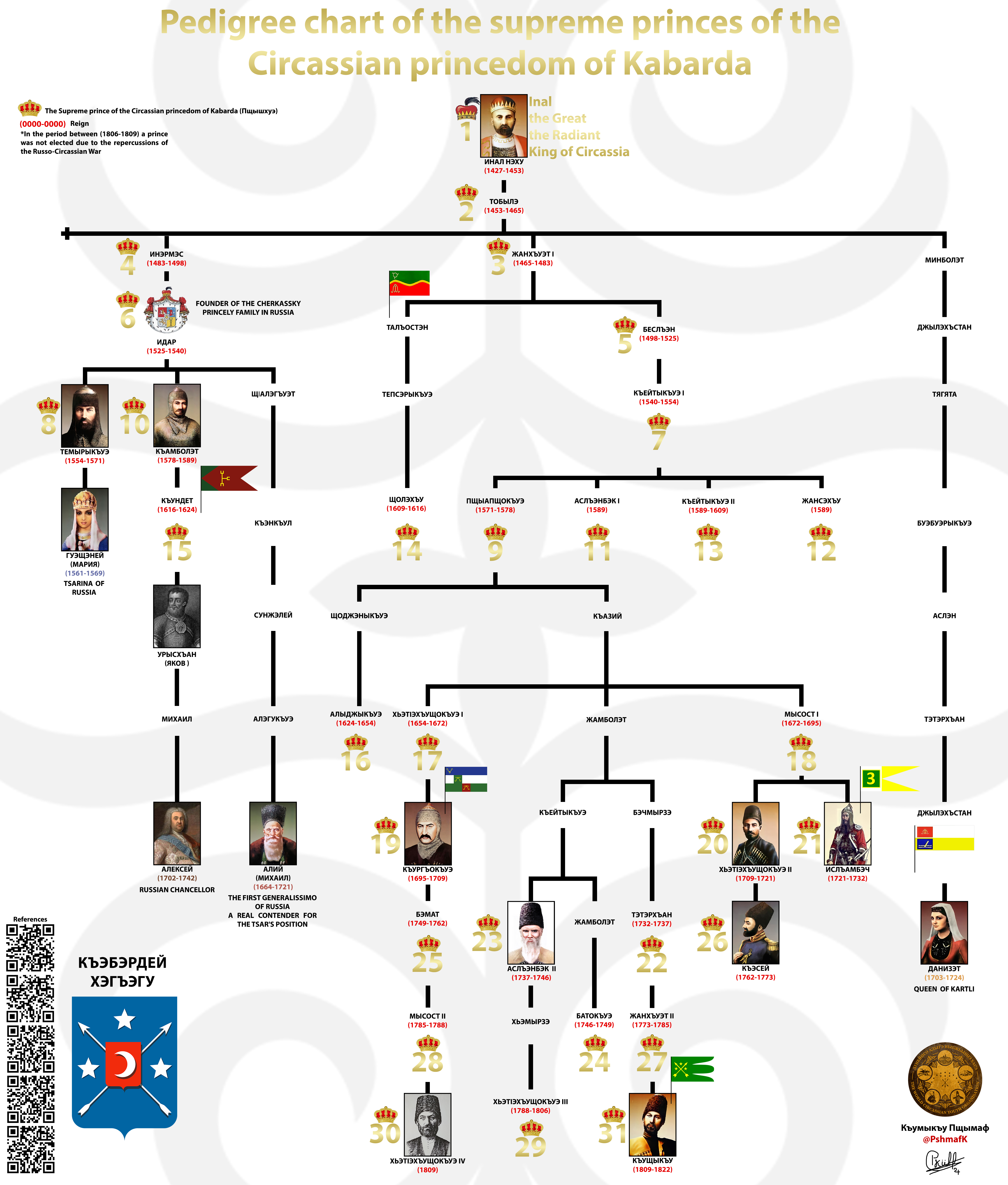
Princes Of East Circassia

Кабарда́ (кабард.-черк. Къэбэрдей) — историческая область в центральной части Северного Кавказа.

## Этимология
«Кроме конкретных исторических источников, − пишет Р. Темирова, − адыгское предание сохранило Тамбий как родовое имя ещё со времён Инала, родоначальника кабардинских князей. Так в предании о происхождении термина Кабарда говорится, что сподвижником Инала и воспитателем его старшего сына был Кабард Тамбий, и что местожительством князя были верховья р. Псыж (Кубань), подножия крепости Хумаран. По преданию, за заслуги Кабарда в изгнании из страны иноземных врагов обширная территория по обе стороны р. Псыж по указанию Инала стала именоваться Кабардей» 
Также существует мнение, согласно которому некоторая часть хазарского племени Каваров, встретившись предположительно в районе полуострова Крым с одним из адыгских племён, вошла в его состав. В результате этого могла появиться политическая единица Кабарда.
Русский военный топограф Иоганн Бларамберг, ссылаясь на упоминание о Каварах у Константина Багрянородного, а также на черкесские предания, согласно которым они некогда проживали на Крымском полуострове, предположил родство Каваров и Кабардинцев:
На карте Средиземного и Черного морей, подготовленной в 1497 году Фредутио д'Анконе и хранящейся в библиотеке Вольфенбуттеля, можно прочесть название «Кабарди», написанное красными буквами несколько к востоку от Таганрога, что указывает на местоположение страны каваров, о которой говорит Константин Багрянородный, и в то же время племени кабардинцев, которые в VII веке по мусульманскому летосчислению снова покинули Крым и обосновались на острове, образованном двумя рукавами Кубани при ее впадении в море. Татары называют это место «Кызыл-таш». Но кабардинцы надолго там не задержались, а, став могущественным племенем, направились под предводительством своего князя Иналя далее на восток — в земли за Кубанью вплоть до нынешней Кабарды, где они подчинили себе все прочие черкесские племена. Это тот самый Иналь, которого считают первооснователем рода всех кабардинских князей.

## Локализация
Территория, называемая «Кабардой», в разные исторические периоды могла охватывать не всегда одну и ту же область, а авторы исторических сочинений часто могли по-своему трактовать её местоположение на карте Северного Кавказа. Множество сообщений о населении и границах Кабарды сохранили русские летописные источники. Согласно «Книге Большому Чертежу» (описание карты Русского и соседних государств периода конца XVI века) Кабарда располагалась на левом берегу Терека между реками Ардан (совр. Ардон) и Кизыл (совр. Аргудан?):

«А на низ по Терку [Терек], с левые стороны реки Терка, Кабарда.

А в Кабарде пала из гор в Терек река Ардан [Ардон], протоку 50 верст.

А от верху Терка, от реки Кура, до Кабарды, до Ардана реки 170 верст; а от Ардана реки 20 верст пала в Терек река Агер; а ниже Агера пала в Терек река Урюх [Урух], от Агера 20 верст.

А ниже Урюха реки пала в Терек река Кизыл [Аргудан?], от Урюха 20 верст.

А вниз по Терку по тем рекам 60 верст, а вверх по тем рекам до гор на 50 верст.

А от Кабарды, от Киз-реки вниз Терком рекою, до усть реки Белыя [участок Малки от Прохладного до устья?], 60 верст …» (лл. 65, 65 об.)

— «Книга Большому Чертежу» (1627 год)
Севернее указанных территорий, в районе рек Малки, Баксана, Чегема и Черека, «Книга Большому Чертежу» называет «землю Пятигорских черкасов», но фактически, описанные в ней территории входили в возникшую здесь позже область, так называемой, Большой Кабарды. В свою очередь расширение Кабарды на восток привело к появлению Малой Кабарды.

«Границей Малой Кабарды на западе служит Терек (некоторые называют его еще Ардуган); на севере она граничит с Моздокским уездом, граница там также проходит по Тереку. Северный берег Сунжи отделяет ее от чеченцев и левый западный берег той же речки – от земель ингушей; эта река образует восточную границу Малой Кабарды; на юге она граничит с территориями осетин и ингушей.»

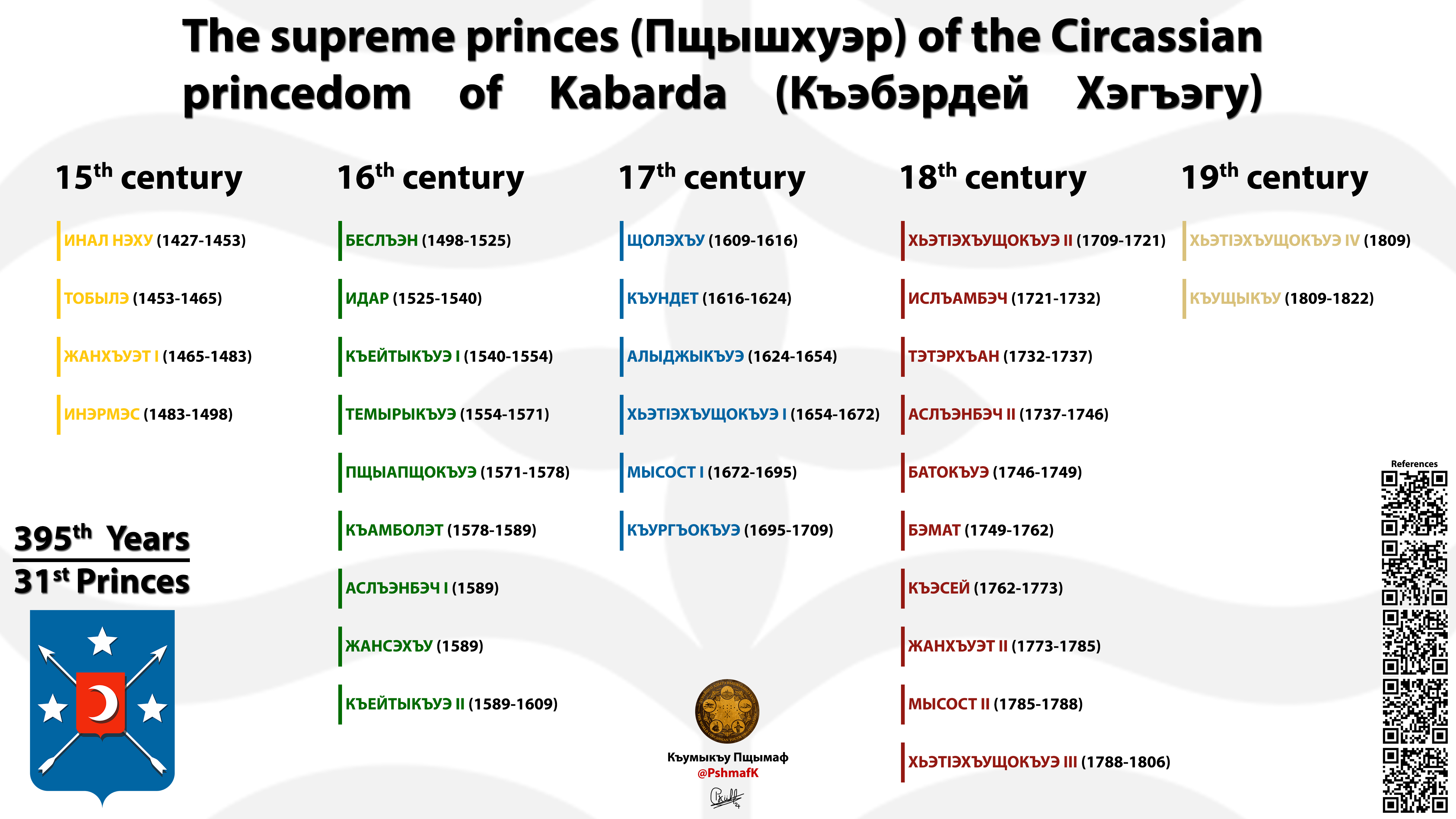
Князья Кабарды

— «Иоганн Бларамберг. Историческое, топографическое, статистическое, этнографическое и военное описание Кавказа.» (1834 год)

## История
Древнейшие памятники культуры выявленные на территории исторической Кабарды, относятся к майкопской культуре, существовавшей в IV тыс. до н. э. Современные исследователи выявили, что адыго-абхазские народы являются потомками носителей этой культуры. Соответственно носители этой культуры оставили свой след в культурах Северного Кавказа возникших позже — северокавказской, прикубанской и кобанской.
В середине 1-го тысячелетия большая часть адыгов была оттеснена гуннами.
Древнерусские летописи называли кабардинцев — касоги, а позднее пятигорские черкасы. Название касогов сохранилось в обозначении кабардинцев у осетин и сванов.
В XIII—XV веках наблюдалось обратное движение в Центральное Предкавказье, завершившееся образованием Кабарды — самостоятельной политической единицы и началом формирования кабардинской народности.

## XVI—XVIII века
В XVI—XVIII веках существовала данническая зависимость части некоторых соседних народов от кабардинских князей. Сохранялись архаичные формы власти: народные собрания, тайные мужские союзы.
Адыги как в прошлом, так и в настоящем под словом «Кабарда» понимали ту часть Черкесии, на территории которой обособлено проживали кабардинцы. Равным образом шапсуги проживали в Шапсугии, абадзехи проживали в Абедзехии и т.д., и все эти территории оставались в составе Черкесии.
В XVI веке адыги и в частности Кабарда попали в сферу влияния Османской империи и его вассала — Крымского ханства. Российская история свидетельствует, что Кабарда и Московское княжество в XVI веке испытали на себе одинаковое военное давление превосходящих сил Крымского ханства. Вследствие этого у них возникли планы объединить усилия для борьбы с общим врагом, поэтому в 1561 году Иван IV Грозный женился на дочери известного кабардинского князя Темрюка Идарова — Идархэ Гуашеней и после крещения в Москве она стала царицей Марией.
Различные потомки Идаровых поступали на русскую службу, им была присвоена фамилия «Черкасских» и они положили начало некоторым русским и польским княжеским фамилиям.

### Внутренние процессы
К началу XVII века Кабарда была разделена между тремя домами Иналидов: Кайтукиных (кабард.-черк. Къейтыкъуейхэ), Идаровых (кабард.-черк. Идархэ) и Тлостановых (кабард.-черк. Лъэустэнейхэ).
К середине XVII века дом Кайтукиных выдавил дом Идаровых на нижний Терек (княжество Сунчалеевичей-Черкасских), а дом Тлостановых в Терско-Сунженское междуречье.
Подконтрольная дому Кайтукиным территория (с этого момента собственно Кабарда) получила в иностранных источниках название — «Большой Кабарды» (или «Верхней Кабарды»), в отличие от «Малой Кабарды», в которую авторы объединяли никогда не составлявших политическое целое княжества — Талостаней и Джыляхстаней в Терско-Сунженском междуречье. В период установления советской власти, оставшаяся часть Малой Кабарды была включена в состав Кабардино-Балкарской автономной области, как Малокабардинский округ, который в 1935 году был переименован в Терский район.
Большая Кабарда во второй половине XVII века была разделена между тремя братьями, ставшими патриархами трёх (позднее четырёх) княжеских домов: Атажукины (кабард.-черк. Хьэтӏохъущыкъуейхэ), Мисостовы (кабард.-черк. Мысостхэ) и Джамбулатовы (кабард.-черк. Джамботхэ), последние разделились в XVIII веке на Кайтукиных (кабард.-черк. Къейтыкъуейхэ) и Бекмурзиных (кабард.-черк. Бэчмырзэхэ).

## XVIII—XIX века
В 1708 году кабардинцы одержали победу в Канжальской битве над войсками Крымского ханства, после которой крымские набеги на Кабарду окончательно прекратились.
Кабарда к концу XVIII века занимала обширные территории. Через её территорию проходили важнейшие дороги в Закавказье. По словам российского историка В.А. Потто, «Влияние Кабарды было огромным и выражалось в рабском подражании окружающих народов их одежде, вооружению, нравам и обычаям. Фраза „он одет…“, или „он ездит как кабардинец“ звучала величайшей похвалой в устах соседних народов», «В кабардинцах русские нашли весьма серьезных противников, с которыми надо было считаться. Влияние их на Кавказ было огромным…».
В грамоте Петра I султану Ахмеду III от 20 марта 1722 года Россия признавала протекторат Крыма над Кабардой и отказывалась от каких-либо притязаний на неё. Эту же позицию подтвердил Белградский мирный трактат 1739 года, в котором Российская и Османская империи признавали Кабарду «вольной».
Однако в 1763 году Российская империя на территории Кабарды начала строительство крепости Моздок. Посольство Большой Кабарды, принятое императрицей Екатериной II в 1764 году, требовало прекратить строительство крепости, но получило отказ. Царское правительство, ссылаясь на статьи Адрианопольского трактата с Турцией, заявило о своих правах на черкесские земли.

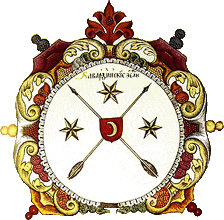
Титульный герб кабардинский в «Титулярнике» царя Алексея Михайловича

В 1778 году недовольство кабардинских князей выразилось в первое крупное восстание против российского присутствия на территории Кабарды. В том же году восстание было подавлено генералом И.В. Якоби, который наложил на Кабарду огромную контрибуцию, разорившую кабардинский народ.
Наибольший размах военных действий на территории Кабарды получили в 1794 и 1804 годах. Последнее нанесло особенно сильный удар кабардинскому народу. Военный гнёт и изъятие земель привели к тому, что доведённый до крайнего ожесточения народ Кабарды вновь восстал в 1810 году. Новой карательной экспедицией восстание было подавлено генералом Булгаковым. При этом в 1811 году наибольший удар был нанесён по Малой Кабарде, которая фактически обезлюдела после последовавшей чумы. Итогом карательной экспедиции Булгакова стало сожжение 200 селений и 9585 жилищ, сопровождавшееся тотальным грабежом. В 1822 году на восставшую в последний раз Кабарду обрушился генерал А.П. Ермолов.
Ослабленная эпидемиями чумы и уходом значительной части населения в Чечню и Западную Черкесию, Кабарда была окончательно сломлена. От крупного адыгского субэтноса, численность которого вероятно превышала 300 тыс. на момент начала конфликта в 1763 году, после 1822 года в Большой Кабарде осталось около 30 тыс.
В 1825 году Кабарда была окончательно включена в состав Российской империи. Однако часть кабардинцев продолжала военное сопротивление русским войскам, организовав в Закубанье «Хажретову Кабарду» («Беглую Кабарду»). Часть мятежников переселилось в Чечню и Дагестан, где война в тот момент только набирала обороты. На завершающем этапе Кавказской войны и после её официального завершения (1861—1867 года) сотни тысяч адыгов были депортированы в Османскую империю в ходе масштабного черкесского мухаджирства.
Кабарда, после включения в состав Российской империи стала называться Кабардинским (позже Нальчикский) округом Терской области. В титуле российских императоров появилась строка «государь Кабардинской земли».

## Новейшая история
С образованием СССР, территория Кабарды стала частью Кабардино-Балкарской АО, затем АССР. В 1944—1957 в связи с репрессиями против балкарского народа и его депортацией КБ АССР была переименована в Кабардинскую АССР (и кратко именовалась Кабардой).
В период парада суверенитетов и распада СССР были попытки разделения Кабардино-Балкарии и провозглашения Кабарды отдельной республикой с перспективой ирредентистского объединения с также населёнными адыгским народом — Адыгеей и Черкесией, которая могла выделиться также при разделении Карачаево-Черкесии. Однако разделение узаконено не было, и Кабарда осталась частью Кабардино-Балкарской АССР (с 1992 года — Кабардино-Балкарская Республика).